# ВВС Юго-Западного фронта
ВВС Юго-Западного фронта (ВВС ЮЗФ) — оперативное объединение фронтовой авиации, предназначенное для решения боевых задач (ведения боевых действий) во взаимодействии (в совместных операциях) с другими видами Вооружённых Сил Союза ССР, а также проведения самостоятельных воздушных операций.

## Первое формирование

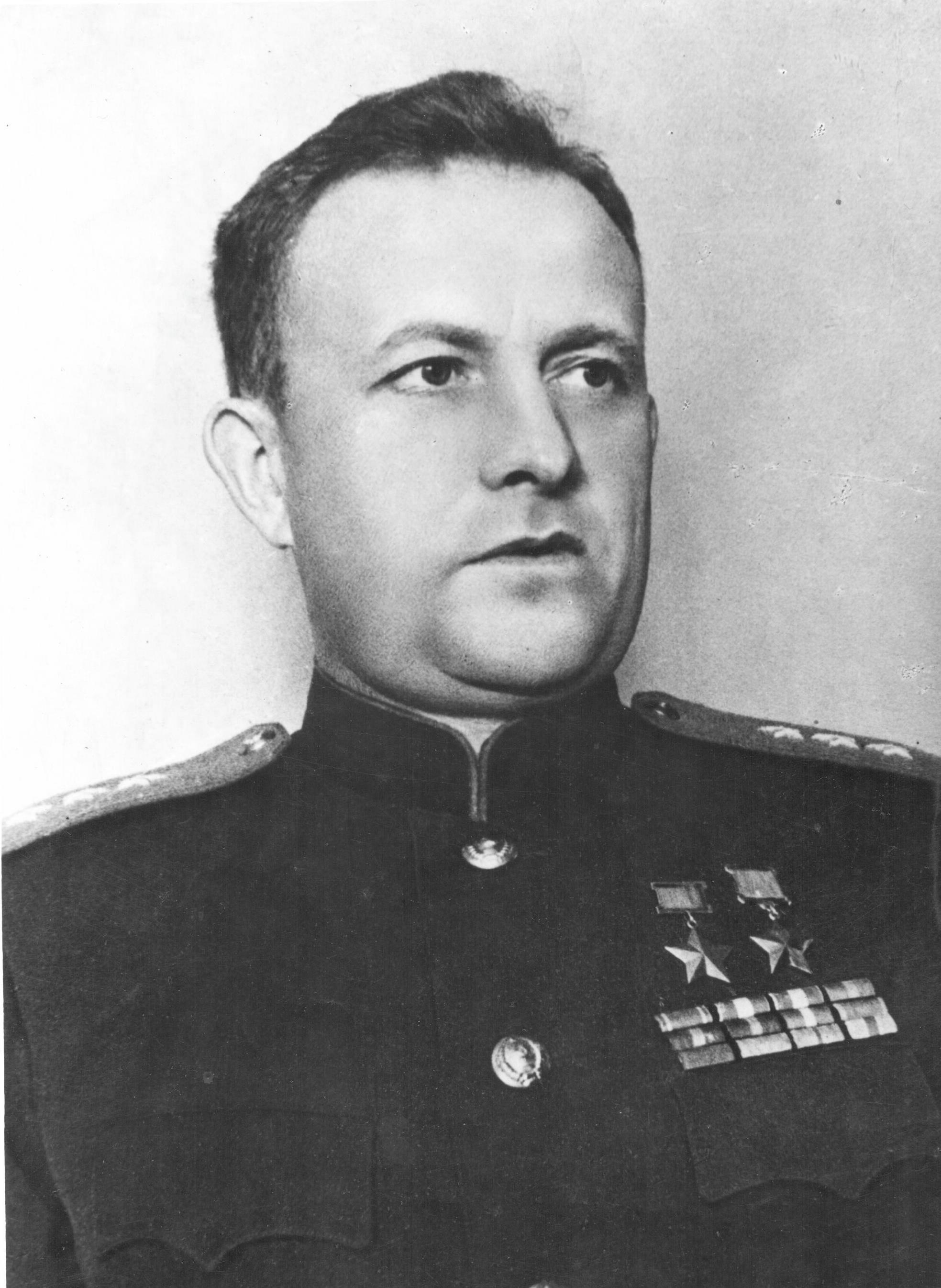
Командующий ВВС фронта с июня 1942 года генерал-майор авиации Хрюкин Тимофей Тимофеевич. Фото сделано в августе 1945 года, Хрюкин в звании генерал-полковника авиации.

### История наименований
- ВВС Юго-Западного военного округа (21.04.1922 — 27.05.1922);
- ВВС Украинского военного округа (27.05.1922 — 17.05.1935);
- ВВС Киевского военного округа (17.05.1935 — 26.07.1938);
- ВВС Киевского особого военного округа (26.07.1938 — 24.06.1941);
- ВВС Юго-Западного фронта (с 22 июня 1941 года);
- 8-я воздушная армия (13 июня 1942 года);
- 2-я воздушная армия дальней авиации (9 апреля 1946 года);
- 43-я воздушная армия дальней авиации (20 февраля 1949 года);
- 43-я ракетная армия (1 июля 1960 года);
- Войсковая часть 29702 (до 04.1946 г.).
- Войсковая часть 35564 (после 04.1946 г.).

### История и боевой путь
С началом войны 22 июня 1941 года на базе Киевского особого военного округа сформирован Юго-Западный фронт. ВВС Киевского особого военного округа переименованы в ВВС Юго-Западного фронта. ВВС фронта вели боевые действия в зоне ответственности Юго-Западного фронта. 16 августа 1941 года был создан Брянский фронт, который 14 ноября 1941 года был объединен с Юго-Западным фронтом. ВВС Брянского фронта вошли в состав ВВС Юго-Западного фронта.
ВВС фронта принимали участие в битвах и операциях:
- Львовско-Черновицкая стратегическая оборонительная операция:
  - Приграничные сражения — с 22 по 29 июня 1941 года.
  - Львовско-Луцкая оборонительная операция - с 22 июня по 6 июля 1941 года.
  - Станиславско-Проскуровская оборонительная операция - с 3 по 6 июля 1941 года
- Киевская стратегическая оборонительная операция — с 7 июля по 26 сентября 1941 года.
- Уманская оборонительная операция — с 16 июля по 7 августа 1941 года.
- Донбасская операция — с 29 сентября 1941 года по 4 ноября 1941 года.
- Елецкая операция — с 6 декабря 1941 года по 16 декабря 1941 года.
- Курско-Обоянская операция — с 20 декабря 1941 года по 26 января 1942 года.
- Барвенково-Лозовская операция — с 18 января 1942 года по 31 января 1942 года.
- Харьковская операция (1942) — с 12 мая 1942 года по 29 мая 1942 года.

12 июля 1942 года Юго-Западный фронт расформирован, на его базе сформирован Сталинградский фронт. На базе ВВС Юго-Западного фронта сформирована 8-я воздушная армия.

### В составе
Находились в составе Юго-Западного фронта.

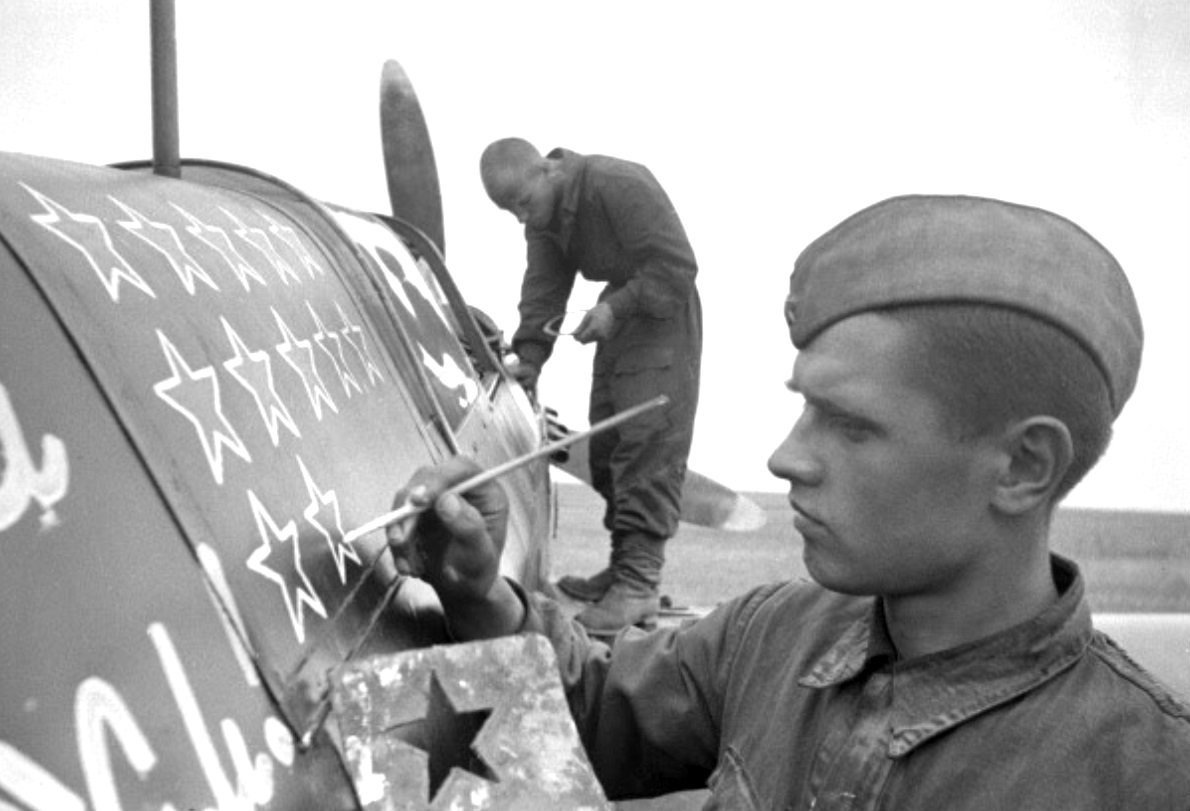
На снимке механик рисует звезды на фюзеляже самолёта. Фото сделано на Юго-Западном фронте 1 июля 1942 года.

| Подчинение         | Период                  |
| ------------------ | ----------------------- |
| Юго-Западный фронт | 22.06.1941 — 12.07.1942 |

### Командующие
- Герой Советского Союза генерал-лейтенант авиации Птухин Евгений Саввич — с 22 июня 1941 года по 24 июня 1941 года. Снят с должности.
- Герой Советского Союза полковник Слюсарев Сидор Васильевич — с 24 июня 1941 года по 1 июля 1941 года.
- генерал-лейтенант авиации Астахов Фёдор Алексеевич — с 1 июля 1941 года по май 1942 года. Снят с должности.
- Герой Советского Союза генерал-майор авиации Хрюкин Тимофей Тимофеевич — с 7 июня 1942 года по 12 июня 1942 года.

### Состав
В состав ВВС фронта в разное время входили:

#### 1941 год
| - ВВС 5-й армии - ВВС 6-й армии - ВВС 12-й армии - ВВС 26-й армии - Соединения и части фронтового подчинения: - 44-я истребительная авиационная дивизия - 64-я истребительная авиационная дивизия - 19-я бомбардировочная авиационная дивизия - 62-я бомбардировочная авиационная дивизия - 14-я смешанная авиационная дивизия - 15-я смешанная авиационная дивизия - 16-я смешанная авиационная дивизия - 17-я смешанная авиационная дивизия - 63-я смешанная авиационная дивизия - 36-я истребительная авиационная дивизия ПВО - 315-й разведывательный авиационный полк - 316-й разведывательный авиационный полк |

| - ВВС 5-й армии - 62-я бомбардировочная авиационная дивизия - 14-я смешанная авиационная дивизия - ВВС 6-й армии - 15-я смешанная авиационная дивизия - 16-я смешанная авиационная дивизия - ВВС 12-й армии - 44-я истребительная авиационная дивизия - 19-я бомбардировочная авиационная дивизия - 17-я смешанная авиационная дивизия - 46-я смешанная авиационная дивизия - ВВС 26-й армии - Соединения и части фронтового подчинения: - 64-я истребительная авиационная дивизия - 18-я бомбардировочная авиационная дивизия - 63-я смешанная авиационная дивизия - 36-я истребительная авиационная дивизия ПВО - 315-й разведывательный авиационный полк - 316-й разведывательный авиационный полк |

| - ВВС 5-й армии - ВВС 6-й армии - ВВС 12-й армии - ВВС 26-й армии - Соединения и части фронтового подчинения: - 36-я истребительная авиационная дивизия ПВО - 19-я бомбардировочная авиационная дивизия - 62-я бомбардировочная авиационная дивизия - 14-я смешанная авиационная дивизия - 15-я смешанная авиационная дивизия - 16-я смешанная авиационная дивизия - 17-я смешанная авиационная дивизия - 315-й разведывательный авиационный полк - 316-й разведывательный авиационный полк |

| - ВВС 5-й армии - ВВС 26-й армии - Соединения и части фронтового подчинения: - 36-я истребительная авиационная дивизия ПВО - 64-я истребительная авиационная дивизия - 18-я бомбардировочная авиационная дивизия - 19-я бомбардировочная авиационная дивизия - 15-я смешанная авиационная дивизия - 16-я смешанная авиационная дивизия - 17-я смешанная авиационная дивизия - 62-я смешанная авиационная дивизия - 316-й разведывательный авиационный полк |

| - ВВС 5-й армии - ВВС 26-й армии - ВВС 37-й армии - ВВС 38-й армии - ВВС 40-й армии - Соединения и части фронтового подчинения: - 36-я истребительная авиационная дивизия ПВО - 19-я бомбардировочная авиационная дивизия - 62-я бомбардировочная авиационная дивизия - 15-я смешанная авиационная дивизия - 16-я смешанная авиационная дивизия - 17-я смешанная авиационная дивизия - 63-я смешанная авиационная дивизия - 316-й разведывательный авиационный полк |

| - ВВС 6-й армии - ВВС 21-й армии - ВВС 38-й армии - ВВС 40-й армии - Соединения и части фронтового подчинения: - 36-я истребительная авиационная дивизия ПВО - 14-я смешанная авиационная дивизия - 19-я смешанная авиационная дивизия - 63-я смешанная авиационная дивизия - 75-я смешанная авиационная дивизия - 76-я смешанная авиационная дивизия - 316-й разведывательный авиационный полк - 1-я резервная авиационная группа - 31-й истребительный авиационный полк - 49-й истребительный авиационный полк - 237-й истребительный авиационный полк - 99-й ближнебомбардировочный авиационный полк - 135-й ближнебомбардировочный авиационный полк - 217-й штурмовой авиационный полк - 241-й штурмовой авиационный полк - 503-й штурмовой авиационный полк - 4-я резервная авиационная группа - 148-й истребительный авиационный полк - 273-й истребительный авиационный полк - 431-й штурмовой авиационный полк - 99-й ближнебомбардировочный авиационный полк |

| - ВВС 6-й армии - 44-я смешанная авиационная дивизия - ВВС 21-й армии - 16-я смешанная авиационная дивизия - ВВС 38-й армии - ВВС 40-й армии - 63-я смешанная авиационная дивизия - Соединения и части фронтового подчинения: - 36-я истребительная авиационная дивизия ПВО - 14-я смешанная авиационная дивизия - 19-я смешанная авиационная дивизия - 64-я смешанная авиационная дивизия - 75-я смешанная авиационная дивизия - 76-я смешанная авиационная дивизия - 316-й разведывательный авиационный полк - 4-я резервная авиационная группа - 148-й истребительный авиационный полк - 273-й истребительный авиационный полк - 431-й штурмовой авиационный полк - 99-й ближнебомбардировочный авиационный полк |

| - ВВС 3-й армии - ВВС 6-й армии - ВВС 13-й армии - ВВС 21-й армии - ВВС 38-й армии - ВВС 40-й армии - Соединения и части фронтового подчинения: - 11-я истребительная авиационная дивизия - 44-я истребительная авиационная дивизия - 101-я истребительная авиационная дивизия - 36-я истребительная авиационная дивизия ПВО - 14-я смешанная авиационная дивизия - 16-я смешанная авиационная дивизия - 19-я смешанная авиационная дивизия - 61-я смешанная авиационная дивизия - 63-я смешанная авиационная дивизия - 64-я смешанная авиационная дивизия - 75-я смешанная авиационная дивизия - 76-я смешанная авиационная дивизия - 316-й разведывательный авиационный полк - 4-я резервная авиационная группа - 148-й истребительный авиационный полк - 273-й истребительный авиационный полк - 431-й штурмовой авиационный полк - 99-й ближнебомбардировочный авиационный полк |

#### 1942 год
| - ВВС 6-й армии - 44-я истребительная авиационная дивизия - ВВС 21-й армии - 16-я смешанная авиационная дивизия - ВВС 38-й армии - 75-я смешанная авиационная дивизия - ВВС 40-й армии - 63-я смешанная авиационная дивизия - Соединения и части фронтового подчинения: - 19-я смешанная авиационная дивизия - 64-я смешанная авиационная дивизия - 6-й истребительный авиационный полк - 186-й истребительный авиационный полк - 4-я резервная авиационная группа - 148-й истребительный авиационный полк - 273-й истребительный авиационный полк - 431-й штурмовой авиационный полк - 99-й ближнебомбардировочный авиационный полк |

| - ВВС 6-й армии - 44-я истребительная авиационная дивизия - ВВС 21-й армии - 16-я смешанная авиационная дивизия - ВВС 38-й армии - 75-я смешанная авиационная дивизия - ВВС 40-й армии - 63-я смешанная авиационная дивизия - Соединения и части фронтового подчинения: - 19-я смешанная авиационная дивизия - 64-я смешанная авиационная дивизия - 4-я резервная авиационная группа - 148-й истребительный авиационный полк - 273-й истребительный авиационный полк - 431-й штурмовой авиационный полк - 99-й ближнебомбардировочный авиационный полк - 2-й истребительный авиационный полк - 6-й истребительный авиационный полк - 186-й истребительный авиационный полк - 296-й истребительный авиационный полк - 598-й ночной легко-бомбардировочный авиационный полк |

| - ВВС 6-й армии - 23-й истребительный авиационный полк - 92-й истребительный авиационный полк - 181-й истребительный авиационный полк - 296-й истребительный авиационный полк - 43-й бомбардировочный авиационный полк - 623-й ночной легко-бомбардировочный авиационный полк - 633-й смешанный авиационный полк - 683-й ближнебомбардировочный авиационный полк - ВВС 21-й армии - 43-й истребительный авиационный полк - 91-й истребительный авиационный полк - 135-й бомбардировочный авиационный полк - 596-й ночной бомбардировочный авиационный полк - 47-я корректировочная авиационная эскадрилья - ВВС 38-й армии - 164-й истребительный авиационный полк - 282-й истребительный авиационный полк - 230-й бомбардировочный авиационный полк - 598-й ночной легко-бомбардировочный авиационный полк - 619-й ночной бомбардировочный авиационный полк - ВВС 40-й армии - 17-й истребительный авиационный полк - 252-й истребительный авиационный полк - 209-й бомбардировочный авиационный полк - 682-й ночной бомбардировочный авиационный полк - 719-й ночной бомбардировочный авиационный полк - Соединения и части фронтового подчинения: - 4-я резервная авиационная группа - 148-й истребительный авиационный полк - 273-й истребительный авиационный полк - 254-й истребительный авиационный полк - 431-й штурмовой авиационный полк - 99-й ближнебомбардировочный авиационный полк - 2-й истребительный авиационный полк - 6-й истребительный авиационный полк - 186-й истребительный авиационный полк - 33-й ближнебомбардировочный авиационный полк - 136-й ближнебомбардировочный авиационный полк - 289-й ближнебомбардировочный авиационный полк |

| - ВВС 6-й армии - 23-й истребительный авиационный полк - 92-й истребительный авиационный полк - 181-й истребительный авиационный полк - 296-й истребительный авиационный полк - 13-й гвардейский бомбардировочный авиационный полк - 623-й ночной легко-бомбардировочный авиационный полк - 633-й смешанный авиационный полк - ВВС 21-й армии - 43-й истребительный авиационный полк - 91-й истребительный авиационный полк - 135-й бомбардировочный авиационный полк - 596-й ночной бомбардировочный авиационный полк - 47-я корректировочная авиационная эскадрилья - ВВС 38-й армии - 164-й истребительный авиационный полк - 282-й истребительный авиационный полк - 296-й истребительный авиационный полк - 230-й бомбардировочный авиационный полк - 598-й ночной легко-бомбардировочный авиационный полк - 719-й ночной бомбардировочный авиационный полк - ВВС 40-й армии - 17-й истребительный авиационный полк - 209-й бомбардировочный авиационный полк - 682-й ночной бомбардировочный авиационный полк - Соединения и части фронтового подчинения: - 4-я резервная авиационная группа - 148-й истребительный авиационный полк - 273-й истребительный авиационный полк - 431-й штурмовой авиационный полк - 99-й ближнебомбардировочный авиационный полк - 6-й истребительный авиационный полк - 186-й истребительный авиационный полк - 52-й ближнебомбардировочный авиационный полк - в подчинении главкома ЮЗН: - 2-й истребительный авиационный полк - 512-й истребительный авиационный полк - 10-й гвардейский бомбардировочный авиационный полк - 285-й штурмовой авиационный полк |

| - ВВС 6-й армии - 23-й истребительный авиационный полк - 92-й истребительный авиационный полк - 181-й истребительный авиационный полк - 296-й истребительный авиационный полк - 13-й гвардейский бомбардировочный авиационный полк - 623-й ночной легко-бомбардировочный авиационный полк - 633-й смешанный авиационный полк - ВВС 21-й армии - 43-й истребительный авиационный полк - 135-й бомбардировочный авиационный полк - 596-й ночной бомбардировочный авиационный полк - 47-я корректировочная авиационная эскадрилья - ВВС 28-й армии - 2-й истребительный авиационный полк - 709-й ночной бомбардировочный авиационный полк - ВВС 38-й армии - 164-й истребительный авиационный полк - 282-й истребительный авиационный полк - 598-й ночной легко-бомбардировочный авиационный полк - Соединения и части фронтового подчинения: - 4-я резервная авиационная группа - 148-й истребительный авиационный полк - 273-й истребительный авиационный полк - 431-й штурмовой авиационный полк - 99-й ближнебомбардировочный авиационный полк - маневренная авиагруппа: - 10-й гвардейский бомбардировочный авиационный полк - 52-й ближнебомбардировочный авиационный полк - 6-й истребительный авиационный полк - 186-й истребительный авиационный полк - 512-й истребительный авиационный полк - 285-й штурмовой авиационный полк - 581-й истребительный авиационный полк - 90-я разведывательная авиационная эскадрилья - 91-я разведывательная авиационная эскадрилья |

| - ВВС 6-й армии - 23-й истребительный авиационный полк - 92-й истребительный авиационный полк - 181-й истребительный авиационный полк - 13-й гвардейский бомбардировочный авиационный полк - 623-й ночной легко-бомбардировочный авиационный полк - 633-й смешанный авиационный полк - ВВС 21-й армии - 43-й истребительный авиационный полк - 135-й бомбардировочный авиационный полк - 596-й ночной бомбардировочный авиационный полк - 47-я корректировочная авиационная эскадрилья - ВВС 28-й армии - 254-й истребительный авиационный полк - 709-й ночной бомбардировочный авиационный полк - 655-й смешанный авиационный полк - ВВС 38-й армии - 164-й истребительный авиационный полк - 282-й истребительный авиационный полк - 512-й истребительный авиационный полк - 598-й ночной легко-бомбардировочный авиационный полк - 714-й ночной бомбардировочный авиационный полк - 826-й ближнебомбардировочный авиационный полк - ВВС 57-й армии - Соединения и части фронтового подчинения: - 4-я резервная авиационная группа - 148-й истребительный авиационный полк - 431-й штурмовой авиационный полк - 99-й ближнебомбардировочный авиационный полк - маневренная авиагруппа: - 6-й истребительный авиационный полк - 186-й истребительный авиационный полк - 273-й истребительный авиационный полк - 10-й гвардейский бомбардировочный авиационный полк - 52-й ближнебомбардировочный авиационный полк - 243-й штурмовой авиационный полк - 285-й штурмовой авиационный полк - 619-й штурмовой авиационный полк - 818-й ночной дальнебомбардировочный авиационный полк - 206-я истребительная авиационная дивизия - 220-я истребительная авиационная дивизия - 226-я штурмовая авиационная дивизия - 228-я штурмовая авиационная дивизия - 66-й штурмовой авиационный полк - 820-й штурмовой авиационный полк - 292-й истребительный авиационный полк - 791-й истребительный авиационный полк |

## Второе формирование

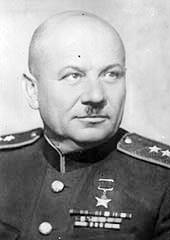
Командующий ВВС фронта генерал-майор авиации С. А. Красовский.

### История наименований
- ВВС Юго-Западного фронта 2-го формирования (06.11.1942 — 16.11.1942)[3];
- 17-я воздушная армия (16.11.1942)[3][4]
- 69-я воздушная армия (с 10.01.1949 г.)[4]
- ВВС Киевского военного округа (с апреля 1964 года)[4]
- 69-я воздушная армия (с 04.04.1968 г.)[4]
- 17-я воздушная армия (с 24 марта 1972 года)[4][5]
- ВВС Киевского военного округа (с июня 1980 года)[4]
- 17-я воздушная армия (с мая 1988 года)[4]
- 17-я воздушная армия Украины (с 1 января 1992 года).

### История и боевой путь
25 октября 1942 года вновь создан Юго-Западный фронт. ВВС Юго-Западного фронта второго формирования образованы директивой ВВС КА от 23.10.1942 г. № 340884/сс, которой предписывалось сформировать ВВС Юго-Западного фронта к 1 ноября 1942 года с дислокацией Ново-Анненская. Согласно директиве ВВС фронта комплектовались полками из состава 2-й воздушной армии Воронежского фронта и районами авиационного базирования Донского фронта. 6 ноября 1942 года 2-я воздушная армия вошла в оперативное подчинение командующего ВВС Юго-Западного фронта. 16 ноября 1942 года ВВС Юго-Западного фронта переименованы в 17-ю воздушную армию шифровкой заместителя наркома № 17/628 от 16.11.1942 г. Приказом № 012 от 27.11.1942 г. все части и соединения ВВС Юго-Западного фронта переданы в состав вновь сформированной 17-й воздушной армии.
В период своего формирования ВВС фронта участвовали в Сталинградской битве составом боеготовых частей.

### Командующие
- генерал-майор авиации Красовский Степан Акимович

### В составе
Находились в составе Юго-Западного фронта.
| Подчинение         | Период                  |
| ------------------ | ----------------------- |
| Юго-Западный фронт | 25.10.1942 — 16.11.1942 |

### Состав
| В состав ВВС фронта вошли: - 402-я отдельная авиационная эскадрилья связи (8 самолётов У-2); - 403-я отдельная авиационная эскадрилья связи (8 самолётов У-2); - 10-я дальнеразведывательная авиационная эскадрилья (6 самолётов Пе-2); - 719-й ночной бомбардировочный авиационный полк (Р-5, Р-Z, 12 самолётов); - 734-й ночной бомбардировочный авиационный полк (У-2, 21 самолёт); - 45-я отдельная корректировочная авиационная эскадрилья (3 самолётов Су-2); - 26-й полк связи; - 59-й район авиационного базирования; - 33-й район авиационного базирования; - 23-й район авиационного базирования; - 78-й район авиационного базирования; - 370-й ночной бомбардировочный авиационный полк (13 У-2, с 05.11.1942 г.); - 993-й ночной бомбардировочный авиационный полк (21 У-2, с 05.11.1942 г.); - 2-я воздушная армия (с 06.11.1942 г. - в оперативном подчинении); - 282-я истребительная авиационная дивизия (с 07.11.1942 г.): - 127-й истребительный авиационный полк (29 Як-7б); - 517-й истребительный авиационный полк (24 Як-7б); - 774-й истребительный авиационный полк (29 Як-7б); - 221-я бомбардировочная авиационная дивизия (с 07.11.1942 г.): - 745-й бомбардировочный авиационный полк (19 Бостон Б-3); - 57-й бомбардировочный авиационный полк (20 Бостон Б-3); - 45-й бомбардировочный авиационный полк (19 Бостон Б-3); - 1-й смешанный авиационный корпус (с 08.11.1942 г. в оперативном подчинении): - 288-я истребительная авиационная дивизия - 659-й истребительный авиационный полк (30 Як-7б); - 866-й истребительный авиационный полк (28 Як-7б); - 897-й истребительный авиационный полк (30 Як-7б); - 267-я штурмовая авиационная дивизия - 808-й штурмовой авиационный полк (32 Ил-2); - 843-й штурмовой авиационный полк (32 Ил-2); - 950-й штурмовой авиационный полк (36 Ил-2); |